# Messe basse (Vierne)
Pour l'œuvre de Fauré, voir Messe basse (Fauré).
La Messe basse, op. 30 de Louis Vierne est une suite de pièces de concert ou messe en six mouvements pour orgue ou harmonium pour accompagner le service religieux.
Composée en 1912 et dédiée à Albert Dupré — père de l'organiste Marcel Dupré, élève de Vierne et dédicataire de la Troisième symphonie pour orgue op. 28 — la partition est publiée l'année suivante par la Procure générale de Musique de Paris.

## Présentation

### Composition
Louis Vierne compose sa Messe basse op. 30 en 1912, année « beaucoup plus clémente » que la précédente — en 1911, le Conservatoire de Paris avait nommé Eugène Gigout au poste de professeur d'orgue, dont Vierne assurait la classe en tant que suppléant… depuis dix-sept années consécutives. Le compositeur est heureusement « mis à l'honneur dans les créations ovationnées de ses deux dernières œuvres ». En effet, cette partition pour orgue est contemporaine de la Sonate pour violoncelle et piano op. 27 et de la Troisième symphonie pour orgue op. 28, « où l'on s'accorde assez généralement à reconnaître deux des sommets de son œuvre ». 
La situation matérielle du musicien est préservée grâce au soutien de Vincent d'Indy, qui « lui propose très vite le poste de professeur au cours supérieur d'orgue de la Schola Cantorum ». Vierne passe ses vacances à Saint-Valery-en-Caux, dans la famille Dupré. La Messe basse est dédiée à Albert Dupré, père de son élève Marcel Dupré qui avait déjà reçu la dédicace de la Troisième symphonie pour orgue. La partition est publiée l'année suivante par la Procure générale de Musique de Paris.

### Mouvements
La Messe basse op. 30 est en six mouvements :
1. Entrée — Allegro moderato à 
 en fa majeur
2. Introït — Larghetto à 
 en sol mineur très chromatique
3. Offertoire — Allegretto à 
 en sol mineur — Poco più vivo en fa dièse majeur puis mi bémol majeur — Tempo primo
4. Élévation — Quasi adagio à quatre temps () en mi mineur et majeur
5. Communion — Andante sostenuto à quatre temps () en mi bémol majeur
6. Sortie — Allegro molto à quatre temps () en ré mineur puis majeur

## Analyse
Bernard Gavoty décrit la Messe basse op. 30 comme « un commentaire des différentes parties d'une messe basse, pour l'orgue seul ou l'harmonium, la partie de pédale étant facultative, comme pour les Vingt-quatre pièces en style libre ».
L'Introït « offre l'intérêt d'une fugue médiane, admirablement expressive ». L'Offertoire « a deux thèmes, l'un rythmique et l'autre mélodique, dans la meilleure tradition de Franck ». L'Élévation et la Communion « possèdent cette émotion profonde dont Vierne savait enrichir les plus simples et les plus courtes de ses œuvres ». Enfin, « la Sortie, rythmique et joyeuse, donne à ceux qui n'ont jamais entendu Vierne improviser une idée très juste d'une improvisation, à la fin d'un office à Notre-Dame de Paris ».